# Girls’ Frontline (Anime)
Girls’ Frontline 1 (chinesisch 少女前線 / 少女前线, Pinyin Shàonǚ Qiánxiàn; japanisch ドールズフロントライン Dōruzu Furontorain) ist der Name mehrerer Anime-Fernsehserien, die zwischen 2019 und 2020 in der Volksrepublik China und Japan gezeigt wurden und auf dem gleichnamigen Handyspiel des Entwicklerteams MICA Team basiert. Bei den ersten beiden Serien handelt es sich um eine 24 vierminütige Episoden umfassende Fernsehserie.
Im Januar 2021 wurde die Produktion einer weiteren Anime-Fernsehserie angekündigt, die im Januar 2022 im japanischen Fernsehen startete und im März gleichen Jahres beendet wurde.

## Hintergrund

### Handlung der Vorlage
Die Anime-Fernsehserien basieren auf dem gleichnamigen Handyspiel, welches als Vorlage dient. Die Handlung des Spiels findet in den 2060er-Jahren statt, in der ein Großteil der Welt durch die anhaltenden Konflikte und einem daraus resultierenden Chemieunfalls unbewohnbar geworden und Menschheit größtenteils ausgelöscht wurde. Kriege werden seither von humanoiden Androiden, die teilweise zuvor mit zivilen Aufgaben betraut waren und später in Kriegsmaschinen umfunktioniert wurden, anstalle von Menschen durchgeführt.
Im Jahr 2062 beginnt die Künstliche Intelligenz Sangvis Ferris unerwartet zu rebellieren und bringt mithilfe von Robotern und Tactical Dolls – so der Name der Kriegsandroiden – ihre bisherigen Herren um, wobei sie zugleich umliegende Areale einnimmt. Daraufhin wird das private Militärunternehmen Griffin & Kryuger mit der Eindämmung und Elimination von Sangvis Ferris beauftragt.

### Kurzanime
In den Jahren 2019 und 2020 wurden zwei Anime-Fernsehserien auf Tokyo MX und BS 11 in Japan sowie auf der Video-Plattform Bilibili in der Volksrepublik China in ihren jeweiligen Landessprachen gezeigt.
Die erste Serie, die den Titel DoruFuro: Iyashi-hen (どるふろ -癒し編-) trägt, wurde zwischen dem 5. Oktober bis 21. Dezember 2019 gezeigt. Eine Woche nach Abschluss begann die Ausstrahlung von DoruFuro: Kyōran-hen (どるふろ -狂乱編-), dessen letzte Episode am 14. März 2020 gezeigt wurde.
Laut den Anime-Plattformen AniSearch aus Deutschland und MyAnimeList aus den Vereinigten Staaten wurde zwischen dem 7. Oktober und 16. Dezember 2020 eine dritte Serie gezeigt, welche die Handlung der ersten beiden Serien fortsetzt und zwölf weitere Episoden umfasst.
Die Serien sind in den Genres Slice of Life und Comedy zu verorten. Die Serien zeigen die Tactical Dolls in ihrem Alltagsleben.

### Anime-Fernsehserie

#### Produktion
Am 22. Januar 2021 wurde die Produktion einer Anime-Fernsehserie zum Handyspiel offiziell angekündigt. Zum gleichen Zeitpunkt wurde die offizielle Internetpräsenz, die auf eine Zusammenarbeit zwischen dem japanischen Spielevertrieb Sunborn Networks und dem japanischen Zweig von Warner Bros. Entertainment hindeutet.
Die Anime-Fernsehserie entsteht im Studio Asahi Production unter der Regie von Shigeru Ueda, welcher in der Vergangenheit bei der Entstehung von Serien wie Gekidol und Peach Boy Riverside involviert war. Das Drehbuch stammt von Hideyuki Kurata, welcher bereits an der Anime-Umsetzung zu Made in Abyss beteiligt gewesen ist. Die Musik stammt aus der Feder von Takashi Watanabe. Watanabe war an den Arbeiten zu den Anime-Umsetzungen Deadman Wonderland und Tiger & Bunny beteiligt.
Das Lied im Vorspann, BAD CANDY, wird von yukaDD interpretiert., während Team Shachi mit Horizon den Abspanntitel einspielten.

#### Synchronisation
| Rolle        | Japanische Stimme (Seiyū) |
| ------------ | ------------------------- |
| M4A1         | Haruka Tomatsu            |
| M16A1        | Nozomi Yamane             |
| ST AR-15     | Emiri Katō                |
| M4 SOPMOD II | Yukari Tamura             |
| Gentiane     | Mikako Komatsu            |
| Kalina       | Nao Tōyama                |
| Agent        | Hitomi Nabatame           |
| Scarecrow    | Kaya Okuno                |
| Executioner  | Shizuka Itō               |
| Kryuger      | Akio Ohtsuka              |

#### Veröffentlichung
Ursprünglich war geplant, dass Girls’ Frontline im Laufe des Jahres 2021 auf globaler Ebene im Stream gezeigt wird. Jedoch wurde der Start in das Folgejahr verschoben, sodass die Serie ab Januar 2022 gezeigt wird.